# Firmiana malayana
Espèce
Classification phylogénétique
Firmiana malayana est une espèce d'arbre de la famille des Malvaceae originaire de Malaisie et d'Indonésie.

## Répartition
Indonésie (Java, Sumatra) et Malaisie (Sarawak et Negeri Sembilan)

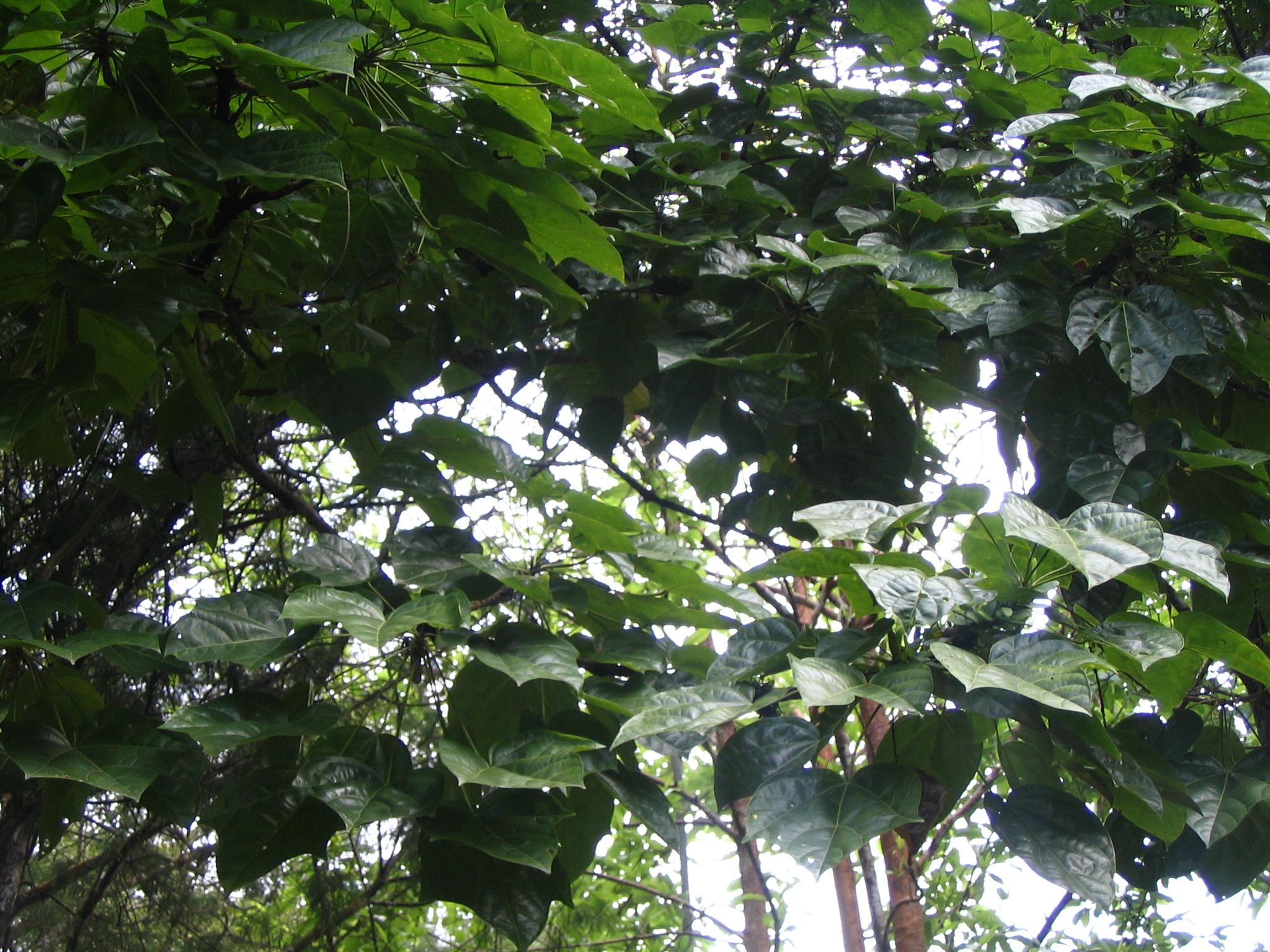
Feuillage de Firmiana malayana
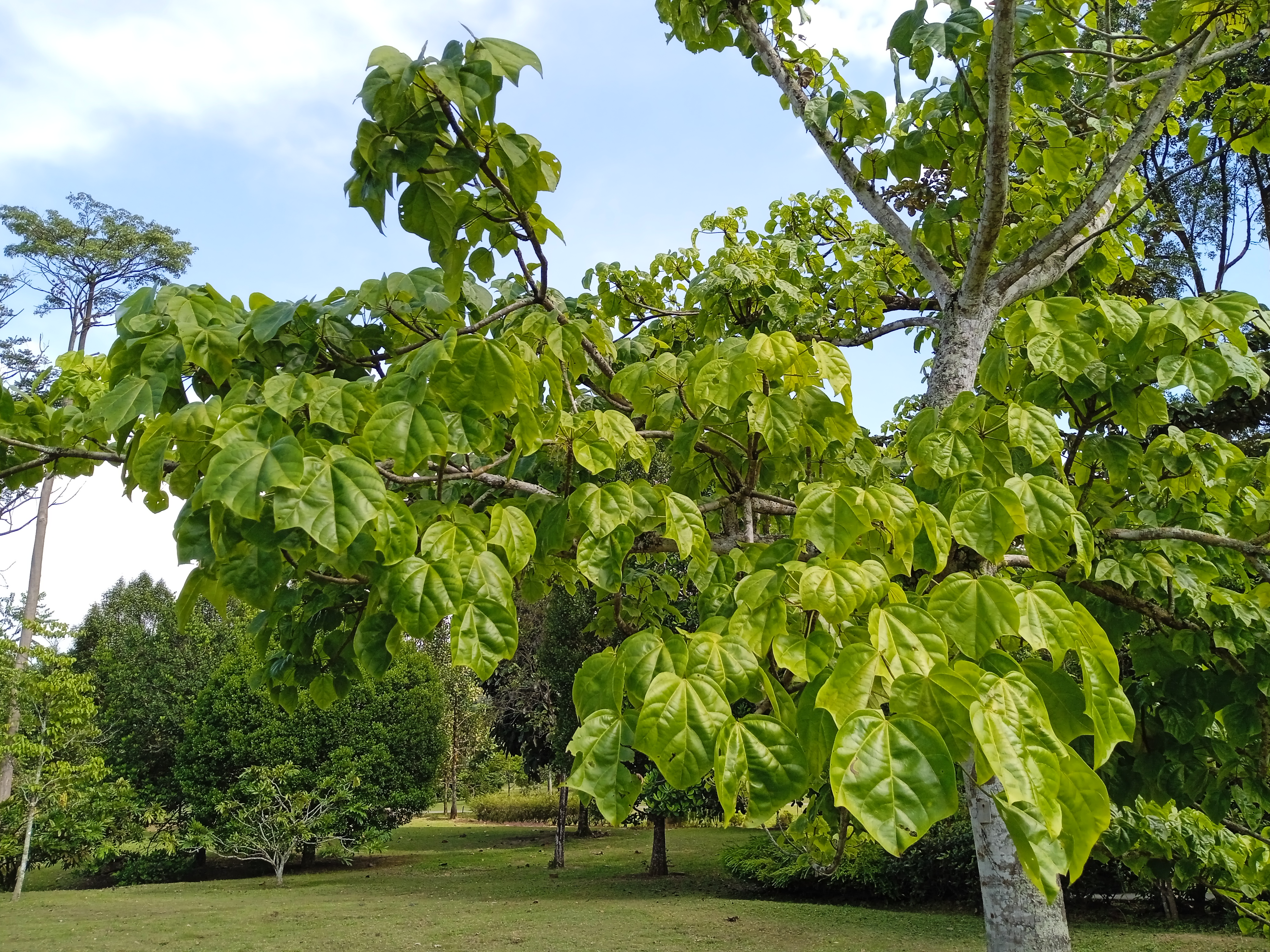
Firmiana malayana et Malaisie
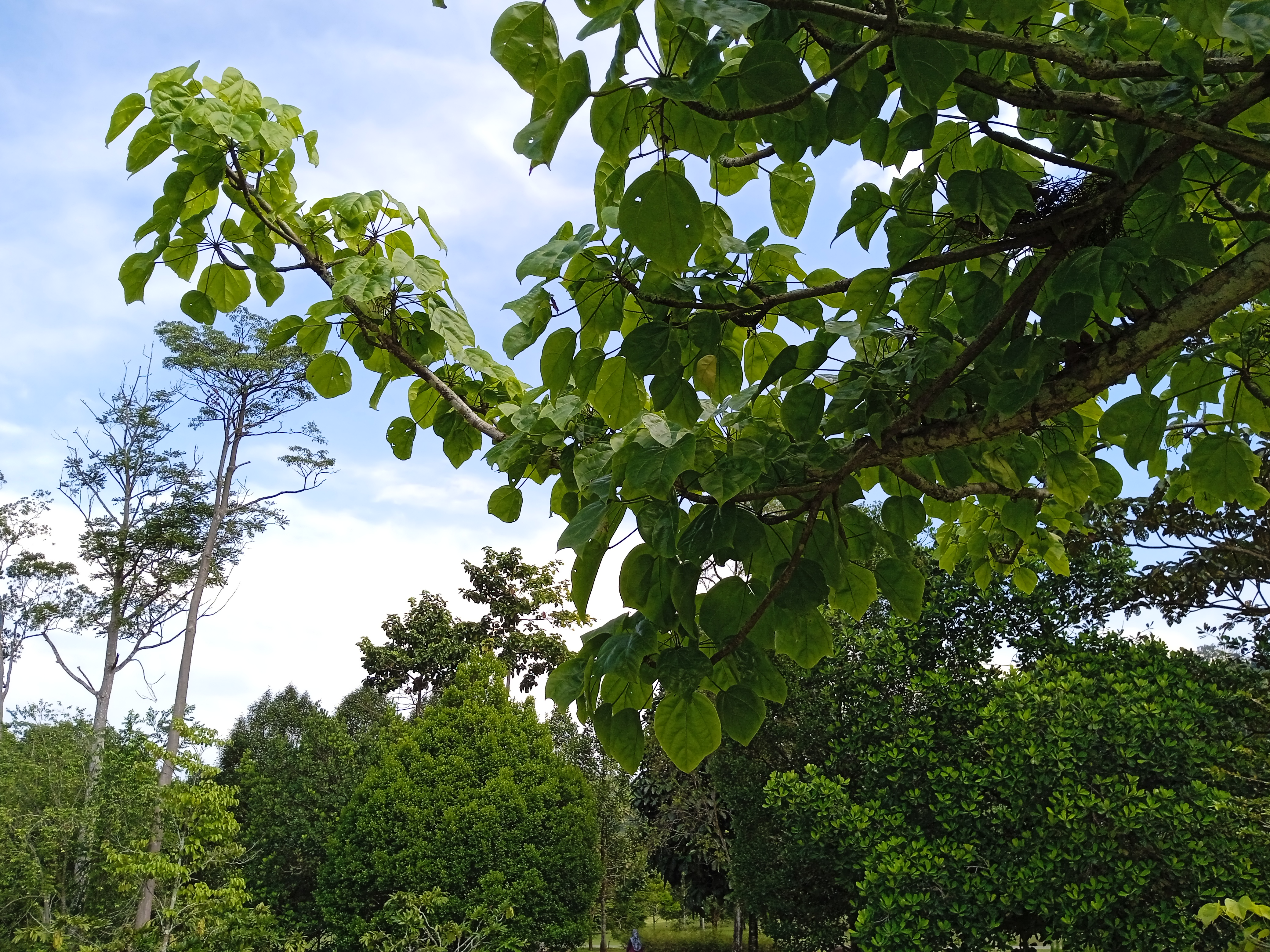
Firmiana malayana et Malaisie